# Leonard (Texas)
Leonard es una ciudad ubicada en el condado de Fannin en el estado estadounidense de Texas. En el Censo de 2010 tenía una población de 1990 habitantes y una densidad poblacional de 334,21 personas por km².

## Geografía
Leonard se encuentra ubicada en las coordenadas 33°23′00″N 96°14′48″O / 33.38333, -96.24667. Según la Oficina del Censo de los Estados Unidos, Leonard tiene una superficie total de 5.95 km², de la cual 5.95 km² corresponden a tierra firme y (0%) 0 km² es agua.

## Demografía
Según el censo de 2010, había 1990 personas residiendo en Leonard. La densidad de población era de 334,21 hab./km². De los 1990 habitantes, Leonard estaba compuesto por el 87.54% blancos, el 4.67% eran afroamericanos, el 1.26% eran amerindios, el 0.2% eran asiáticos, el 0% eran isleños del Pacífico, el 2.76% eran de otras razas y el 3.57% pertenecían a dos o más razas. Del total de la población el 10.85% eran hispanos o latinos de cualquier raza.